# نيشان فرسان القديس إستطفان المجري

وسام القديس ستيفن الشرعي

وسام القديس ستيفن ((بالمجرية: Szent István rend)‏) هو وسام الفروسية الذي أسسته ماريا تيريزا عام 1764، وفي عام 1938 استخدم ميكلوش هورتي حقوق وأنشطة السيد الأكبر باعتباره الوصي على المجر.
تم تغيير اسم الفروسية إلى وسام القديس إسطفان الملكي المجري ((بالألمانية: Königlich Ungarischer Sankt-Stephans-Orden)‏ ، (باللاتينية: Ordo Equitum Sancti Stephani Regis (Hungariae) Apostolici)‏).
تم إنهاء الوسام في وقت إعلان جمهورية المجر في عام 1946، ولكن تم إعادة إنشائه في عام 2011 باسم وسام القديس إسطفان المجري ، ولا يزال حتى يومنا هذا هو أعلى الأوسمة في المجر.

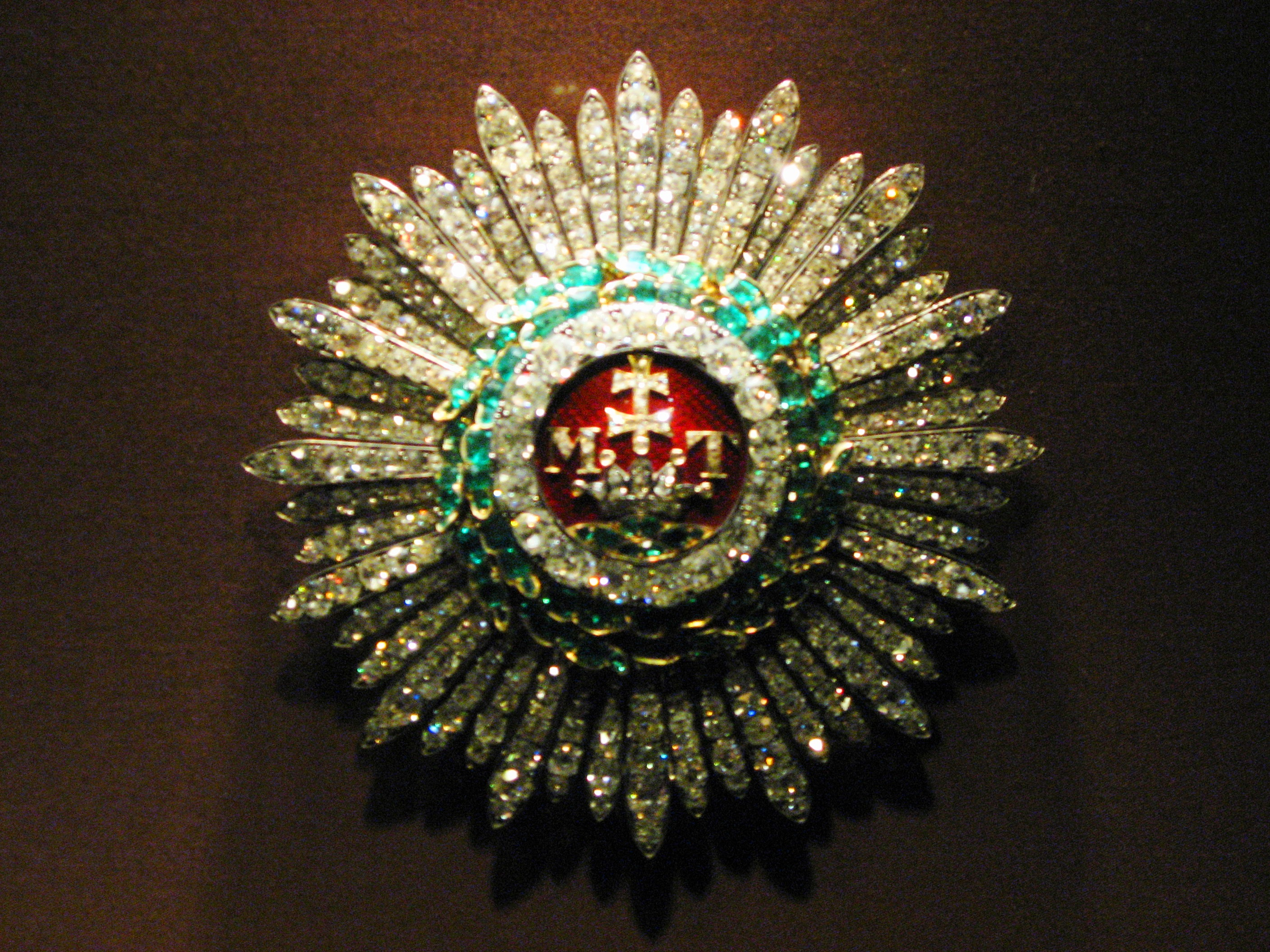
وسام القديس ستيفن الملكي المجري ، غراند كروس

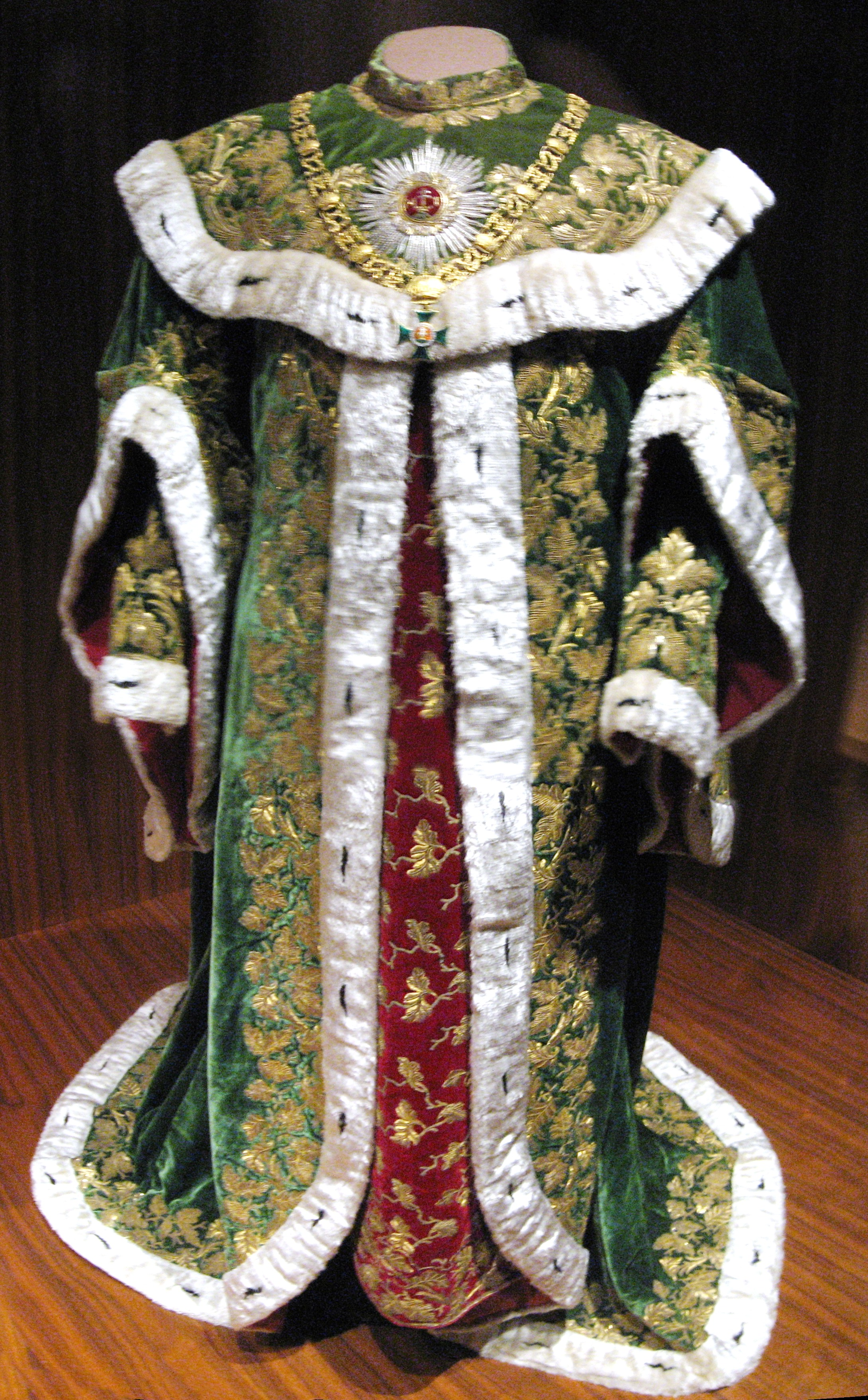
رداء وعباء أحد الفرسان

## أهميته
تم تسمية هذا النظام على اسم أشهر ملوك المجر، إسطفان الأول، الذي تميز عهده (997-1038) بتوطيد النظام الملكي، وإنشاء دولة المجر في العصور الوسطى، 
واعتماده المسيحية كدين للدولة. يرجع تاريخ تتويجه، كما هو معترف به في الكنيسة، إلى عام 1001. توفي في 15 أغسطس 1038 خلال عيد انتقال العذراء. يوم عيده في المجر هو 20 أغسطس.
تم تقديسه من قبل البابا غريغوريوس السابع عام 1083 مع ابنه إمري (الذي سبقه في الموت عام 1031، بعد حادث صيد) والأسقف غيرهارد من المجر، القديس ستيفن هو شفيع «المجر، ملوك، وفاة الأطفال، البنائين وقاطع الحجارة والبنائين».
على الرغم من أن مصدره الدقيق متنازع عليه إلى حد ما، يُقال إن تاج القديس ستيفن كان هدية من البابا سيلفستر الثاني عند تتويجه عام 1001.

## إنشاء ومؤهلات العضوية

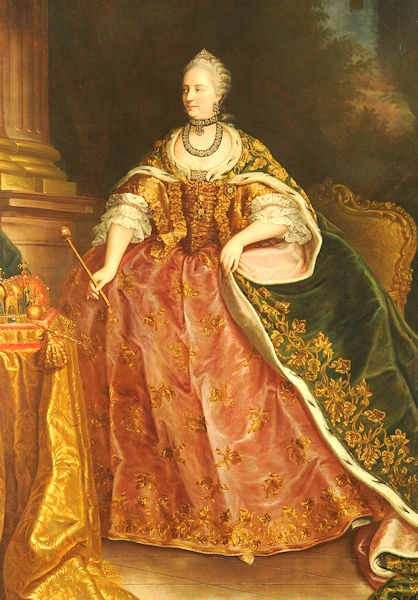
ماريا تيريزا ، مؤسسة وسام وسيد أول ، ترتدي رداء وسام

نجمة الصدر الكبرى كروس

قدمت الإمبراطورة ماريا تيريزا وابنها، الإمبراطور يوزف الثاني، العديد من التنازلات السياسية لتخفيف التوترات داخل إمبراطوريتهم - وخاصة بين النمسا والمجر، ومن بينها إنشاء الفروسية. كانت العضوية متاحة لمختلف أعضاء النبلاء المجريين. لتلقي الوسام، وفقًا لجامع الكتب والمؤرخ ستيفن هيرولد، كان على المرء أن يمتلك ما لا يقل عن أربعة أرباع من الأسلحة تظهر لأجيال عديدة من المكانة النبيلة، ساعد ذلك في تعزيز مكانتها (ماريا تيريزا) كملكة للمجر وعزز الوضع شبه المستقل للمجر في الإمبراطورية. تسمح القوانين الأصلية لـ 20 صليبًا كبيرًا و 30 قائدًا و 50 فارسًا فقط «بالتميز بالفضيلة والجدارة والولادة النبيلة». تم اعتبار الصليب الأكبر Knights في غاية الأهمية لدرجة أن الإمبراطور كان يخاطبهم باسم «ابن العم». كان من المقرر إعادة هذه الشارات إلى مستشارية الوسام عند وفاة حاملها. لم يكن هناك تطبيق عسكري لهذه الفروسية. إنه أمر نادر الحدوث، ونادرًا ما يتم مشاهدة جوائز سانت ستيفن الحديثة. ربما أكثر من أي وسام نمساوي آخر، اقترب هذا الوسام من الشخصية المثالية على النحو المنصوص عليه في تشريعاته وأنظمته.

## الشارة
الصليب الأكبر
للأغراض الاحتفالية، تم وصف مجموعة كاملة من الجلباب، وفقًا لتقليد الطلبات الأخرى، مثل الطلبات النمساوية والإسبانية الخاصة بالصوف الذهبي ووسام الرباط البريطاني. كانت الجلباب قرمزي وخضراء، وكانت مبطنة بفرو القاقم. تم ارتداء طوق من الذهب حول الرقبة والكتفين، مع تعليق شارة الوسام من الياقة. للمناسبات العادية وللارتداء اليومي، كان يتم ارتداء وشاح قرمزي اللون، حوافه باللون الأخضر، على الكتف الأيمن وممتد إلى الورك الأيسر، وتتدلى شارة النظام المميزة من الوشاح عند الورك. تم ارتداء نجمة ذات ثمانية رؤوس على الثدي الأيسر. خلال الأيام الأخيرة من النظام الملكي، وخاصة أثناء الحرب العظمى، تم السماح أيضًا بخيار أقل رسمية، حيث تم وضع منمنمات (ما يسمى «زخرفة كلاين») لنجم الصدر على مركز شريط شريط عادي. صليب الفارس، وكان يُلبس على صدره الأيسر مع أوامر أخرى وميداليات عسكرية، بترتيب الأسبقية.
قائد الفرسان
يتم إرتداء شارة الوسام في الحلق، معلقة من القرمزي مع شريط أخضر حول الرقبة. خلال الحرب العظمى، تم ارتداء الملابس غير الرسمية للمنمنمات الذهبية، تاج سانت ستيفن كلاين الزخرفة على صليب فارس عادي، لتمييزهم عن الفرسان العاديين وفرسان جراند كروس، وتم ارتداؤها على الصدر الأيسر بأوامر وأوامر عسكرية أخرى الميداليات بترتيب الأسبقية.
فرسان
يتم إرتداء شارة الوسام مكونة من شريط ثلاثي باللون القرمزي، وحوافه باللون الأخضر، على الصدر الأيسر مع أوامر أخرى وميداليات عسكرية، بترتيب الأسبقية.

## قائمة الأعضاء الجزئية
فيما يلي قائمة جزئية بفرسان النظام الملكي الهنغاري للقديس ستيفن، كما تم تجميعها من مجموعة متنوعة من المصادر المدرجة في الببليوغرافيا. قائمة شبه كاملة في كتاب MAGYAR KIRÁLYI SZENT ISTVÁN REND ، ومتاحة باللغة المجرية على الإنترنت.

### جراند ماسترز

جوزيف الثاني ، ثاني جراند ماستر ، يرتدي رداء وسام

إمبراطور النمسا فرانتسالأول ، رابع جراند ماستر ، يرتدي رداء وسام

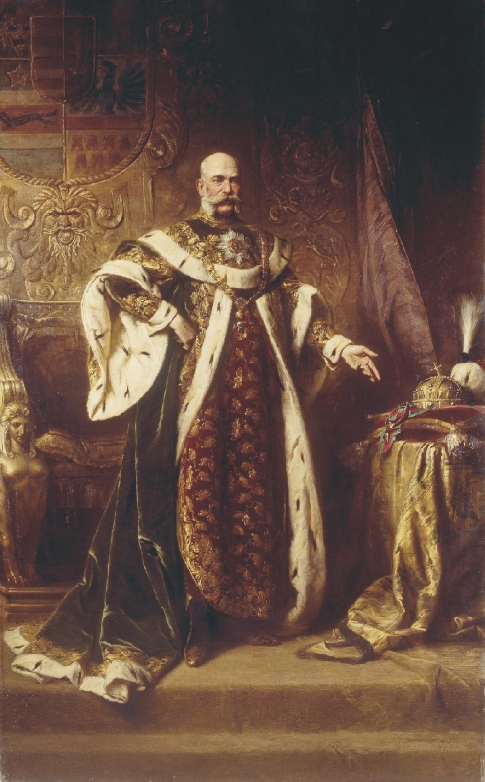
الإمبراطور فرانتسجوزيف الأول من النمسا والمجر ، سادس غراند ماستر ، يرتدي رداء وسام

- الإمبراطورة ماريا تيريزيا (13 مايو 1717-29 نوفمبر 1780)، 1764-1780
- الإمبراطور يوزيف الثاني (13 مارس 1741-20 فبراير 1790)، 1780-1790
- الإمبراطور ليبوت الثاني (5 مايو 1747-1 مارس 1792)، 1790-1792
- الإمبراطور فيرينتس (12 فبراير 1768 - 2 مارس 1835)، 1792-1835
- الإمبراطور فرديناند الخامس (19 أبريل 1793-29 يونيو 1875)، 1835-1848
- الإمبراطور فيرينتس يوزيف الأول (18 أغسطس 1830-21 نوفمبر 1916)، 1848-1916
- الإمبراطور كارولي الأول (17 أغسطس 1887 - 1 أبريل 1922)، 1916-1922 ؛ خلع من منصب الإمبراطور والملك نتيجة الحرب العالمية الأولى، لكنه لم يتنازل عن العرش؛ تلقى التطويب («المطوب كارل الأول») من قبل البابا يوحنا بولس الثاني، 2004
- فيتيس ميكلوس هورثي (18 يونيو 1868 - 9 فبراير 1957)، 1938-1944
- أوتو فون هابسبورغ (20 نوفمبر 1912-4 يوليو 2011)؛ استقال من منصبه كرئيس لأسرة هابسبورغ في يناير 2007 لصالح ابنه كارل.
- كارل فون هابسبورغ (مواليد 11 يناير 1961)، 2007 حتى الآن.

## وسام القديس إسطفان - مملكة المجر (1764-1918)

### الفرسان، الصليب الأكبر
- الأمير فاكلاف أنطون فون كونيتز (في التشيك: Václav Antonin Kounic ؛ 1711 - 1794)، دبلوماسي ومستشار السياسة الخارجية لماريا تيريزا، مستشار الدولة ومستشار الملكة الخاصة
- كارل فريدريش هاتزفيلدت زو غليشن (14 سبتمبر 1718-5 سبتمبر 1793)، رجل دولة نمساوي؛ استثمرت مع الصليب الكبير من وسام القديس إسطفان الملكي المجري، 6 مايو 1764
- الأمير أنطون إسترهازي دي غالانثا (11 أبريل 1738 - 22 يناير 1794)، نقيب حراس الحياة المجريين؛ كما أنه عضو في وسام الصوف الذهبي؛ ابن المشير الأمير نيكولاس ("Miklós" باللغة الهنغارية) Esterházy ، الراعي الرئيسي لجوزيف هايدن؛ ابن شقيق المشير بال الثاني أنتال استرهازي
- الأرشيدوق فرديناند من النمسا-إستي (1 يونيو 1754 - 24 ديسمبر 1806)، الابن الرابع للإمبراطور فرانتس الأول إسطفان والإمبراطورة ماريا تيريزا؛ الوريث المفترض لدوقية مودينا
- الأرشيدوق ماكسيميليان فرانتس (1756-1801)، الابن الخامس للإمبراطور فرانتس الأول ستيفن والإمبراطورة ماريا تيريزا؛ سيد الأكبر في رتبة الجرمان؛ رئيس أساقفة وناخب كولونيا
- ألبرت، دوق ساكسونيا-تيشين (11 يوليو 1738 - 10 فبراير 1822)، زوج الأرشيدوقة ماريا كريستين، وصهر الإمبراطور فرانتس الأول والإمبراطورة ماريا تيريزا، وصهر الإمبراطور يوزف الثاني وليوبولد الثاني.
- المشير الميداني كارل جوزيف غروف باتياني (28. أبريل 1697 - 15. أبريل 1772)، مشير مجري.
- صموئيل فون بروكنثال (1721-1803)، حاكم ترانسيلفانيا، المستشار الشخصي للإمبراطورة ماريا تيريزا.
- فرديناند الثالث دوق توسكانا الأكبر (6 مايو 1769-18 يونيو 1824)، الابن الثاني للإمبراطور ليوبولد الثاني
- الأرشيدوق كارل دوق تيشين (5 سبتمبر 1771-30 أبريل 1847)، الابن الثالث للإمبراطور ليوبولد الثاني؛ مشير النمسا
- الأرشيدوق ألكسندر ليوبولد (14 أغسطس 1772-12 يوليو 1795)، الابن الرابع للإمبراطور ليوبولد الثاني؛ البالاطين / وصي المجر
- الأرشيدوق يوزيف بالاطين المجر (9 مارس 1776 - 13 يناير 1847)، الابن الخامس للإمبراطور ليوبولد الثاني
- الأرشيدوق يوهان (20 يناير 1782-11 مايو 1859)، الابن السادس للإمبراطور ليوبولد الثاني؛ وصي على دوقية ستيريا، عالم طبيعة، صناعي
- الأرشيدوق راينير يوزف (30 سبتمبر 1783 - 16 يناير 1853)، الابن السابع للإمبراطور ليوبولد الثاني؛ نائب الملك في مملكة لومبارديا فينيشيا
- الأرشيدوق لودفيغ (13 ديسمبر 1784 - 21 ديسمبر 1864)، الابن الثامن للإمبراطور ليوبولد الثاني؛ المشير النمساوي؛ رئيس مؤتمر الدولة (الوصاية) للإمبراطور فرديناند

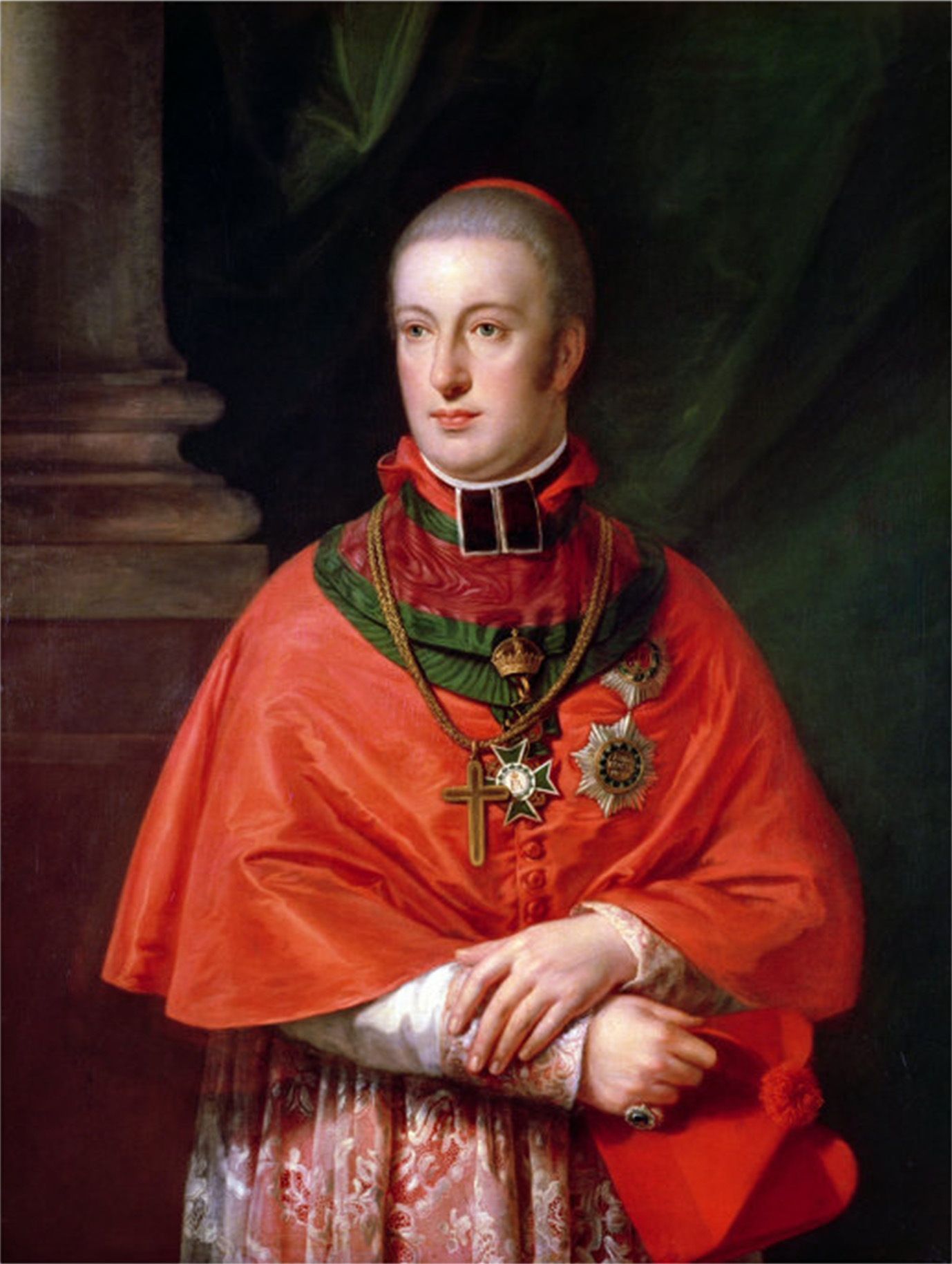
الكاردينال رودولف ، أرشيدوق النمسا ، يرتدي نوعًا مختلفًا من شارة الصليب الأكبر على رداءه الكتابي

- الأرشيدوق رودولف (8 يناير 1788-24 يوليو 1831)، الابن التاسع للإمبراطور ليوبولد الثاني؛ رئيس أساقفة أولوموك؛ كاردينال في الكنيسة الكاثوليكية، من 4 يونيو 1819
- المشير الميداني كارل فيليب أمير تسو شوارزنبرغ (18 أبريل 1771-15 أكتوبر 1820)، المشير النمساوي والقائد العام للجيش الكبير في بوهيميا خلال الحروب النابليونية.
- المشير ألفريد أمير تسو فينديش-غراتس (11 مايو 1787-21 مارس 1862)، المشير النمساوي والقائد الرئيسي للقوات النمساوية خلال الثورة المجرية، 1849
- المشير الميداني هاينريش هيرمان جوزيف فرايهر فون هيس (1788-1870)، المشير الميداني للنمسا ورئيس أركان الإمبراطور فرانتس يوزف
- فريدريش فرديناند غراف فون بيست (13 يناير 1809-24 أكتوبر 1886)، وزير الخارجية مملكة ساكسونيا؛ فيما بعد مستشار الملكة الخاص لفرانتس يوزف بعد مساعدته في تولي العرش في المجر؛
- الأرشيدوق ألبرت دوق تيشين (3 أغسطس 1817- 2 فبراير 1895)، ابن الأرشيدوق كارل؛ مشير النمساوي؛ حاكم المجر
- أرشيدوق فرانتس كارل (7 ديسمبر 1802 - 8 مارس 1878)، الابن الثاني للإمبراطور فرانتس الأول (الثاني) والشقيق الأصغر للإمبراطور فرديناند؛ عضو مؤتمر الدولة (ريجنسي) لأخيه الأكبر، الإمبراطور فرديناند؛ والد الإمبراطور فرانتس يوزف من النمسا والمجر وإمبراطور المكسيك ماكسيميليان

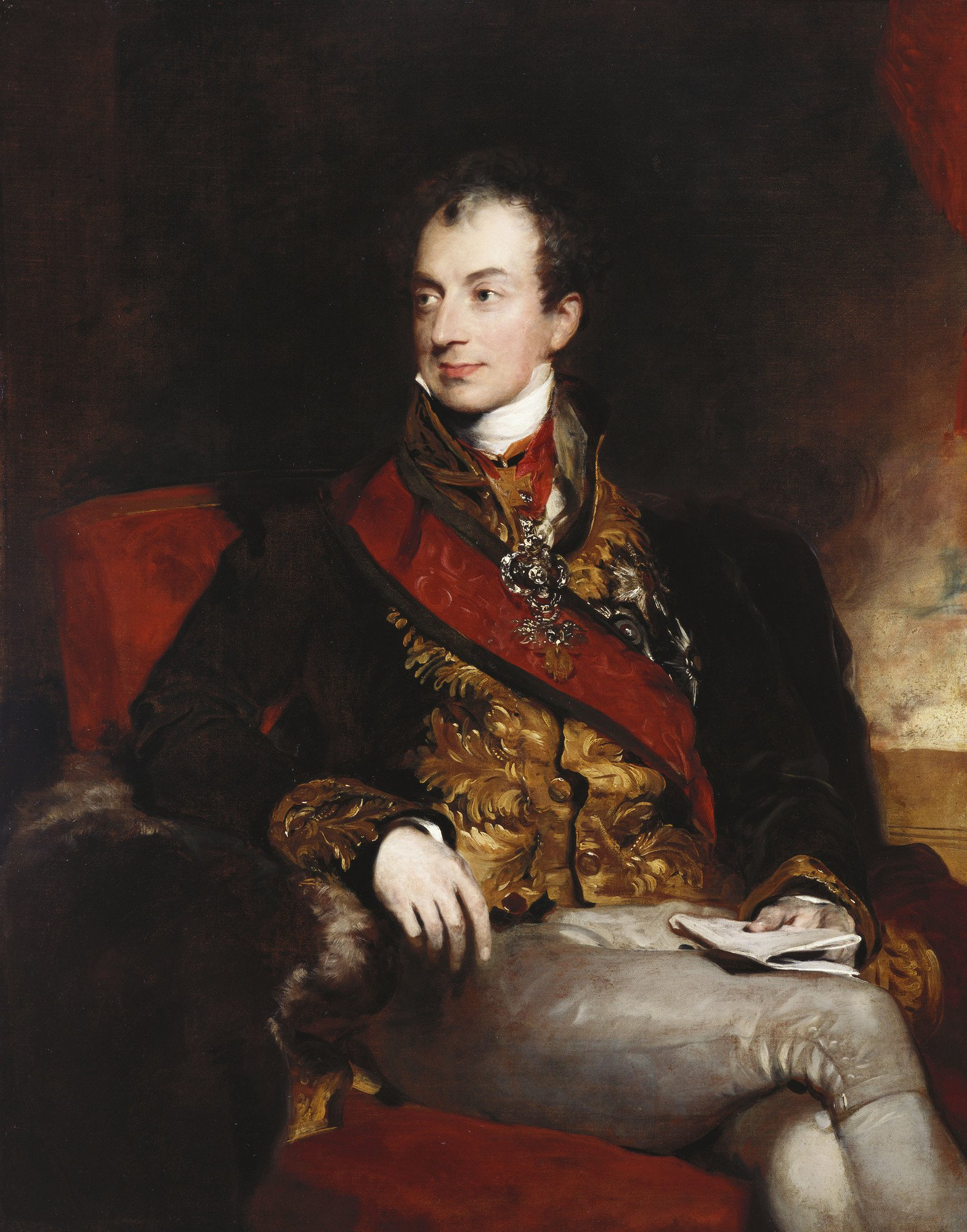
الأمير مترنيخ ، وزير الدولة ، يرتدي وشاح الصليب الكبير ونجمًا على زي بلاطه. بورتريه للسير توماس لورانس

- الأمير كليمنس وينزل فون مترنيخ (15 مايو 1773- 11 يونيو 1859)، وزير دولة ورجل دولة ودبلوماسي
- نابليون الثاني إمبراطور فرنسا (20 مارس 1811-22 يوليو 1832)، ملك روما، الإمبراطور الفخري للفرنسيين، ودوق رايششتات؛ ابن الإمبراطور الفرنسي نابليون بونابرت وزوجته الثانية الأرشيدوقة ماريا لويزا.
- الكونت ألفريد جوزيف بوتوكي (1817-15 مايو 1889)، عضو مجلس الأقران النمساوي والنظام الغذائي الجاليكي؛ حاكم غاليسيا، وزير رئيس (رئيس وزراء) النمسا، 1870 - 1871
- فرانجو (فرانتس) هالر أوف هالركيو (1796–1875)، “بان” (نائب الملك) في كرواتيا، 16 يونيو 1842 - 1845
- الكونت جيولا أندراسي دي سيكسزينتكيرالي وكرازناهوركا (باللغة المجرية: csíkszentkirályi és krasznahorkai gróf Andrássy Gyula) (3 مارس 1823-18 فبراير 1890)، رجل دولة ودبلوماسي مجري؛ أول رئيس وزراء دستوري للمجر
- إمبراطور المكسيك ماكسيميليان (6 يوليو 1832-19 يونيو 1867)، أرشيدوق النمسا وأمير المجر وبوهيميا؛ الابن الثاني للأرشيدوق فرانتس كارل. شقيق الإمبراطور فرانتس يوزف الأول من النمسا-المجر
- الأرشيدوق يوزف كارل النمسا (2 مارس 1833 - 13 يونيو 1905)، الابن الثاني للأرشيدوق جوزيف (بالاطين المجر)؛ الجنرال دير كافالري في الجيش النمساوي المجري.
- الأرشيدوق كارل لودفيج (30 يوليو 1833 - 19 مايو 1896)، الابن الثالث للأرشيدوق فرانتس كارل؛ شقيق الإمبراطور فرانتس يوزف من النمسا-المجر والإمبراطور ماكسيميليان المكسيكي؛ والد الأرشيدوق فرانتس فرديناند؛ جد الإمبراطور كارل الأول من النمسا-المجر
- المشير ألكسندر فون كروباتين (1849-1933)؛ المشير الميداني للنمسا والمجر.
- المشير هيرمان كوفيس فون كوفيشازا (1854-1924)؛ المشير النمسا-المجر؛ استثمرت مع الصليب الأكبر من وسام القديس ستيفن الملكي المجري، 26 مارس 1918
- المشير الميداني إدوارد فون بوم-إرمولي (12 فبراير 1856-9 ديسمبر 1941)، المشير الميداني للنمسا-المجر؛ جنرال فخري في جيش تشيكوسلوفاكيا، 1928 ؛ فخري جنرال فيلدمارشال من ألمانيا، 1938
- الأرشيدوق فريدرش، دوق تيشين (4 يونيو 1856، - 30 ديسمبر 1936)، الابن الأكبر للأرشيدوق كارل فرديناند؛ المشير النمساوي، جودسون ووريث الأرشيدوق ألبريشت دوق تيشين؛ شقيق المشير الأرشيدوق يوجين؛ استثمرت مع الصليب الكبير من وسام سانت ستيفن الملكي المجري، ١ مايو 1894.

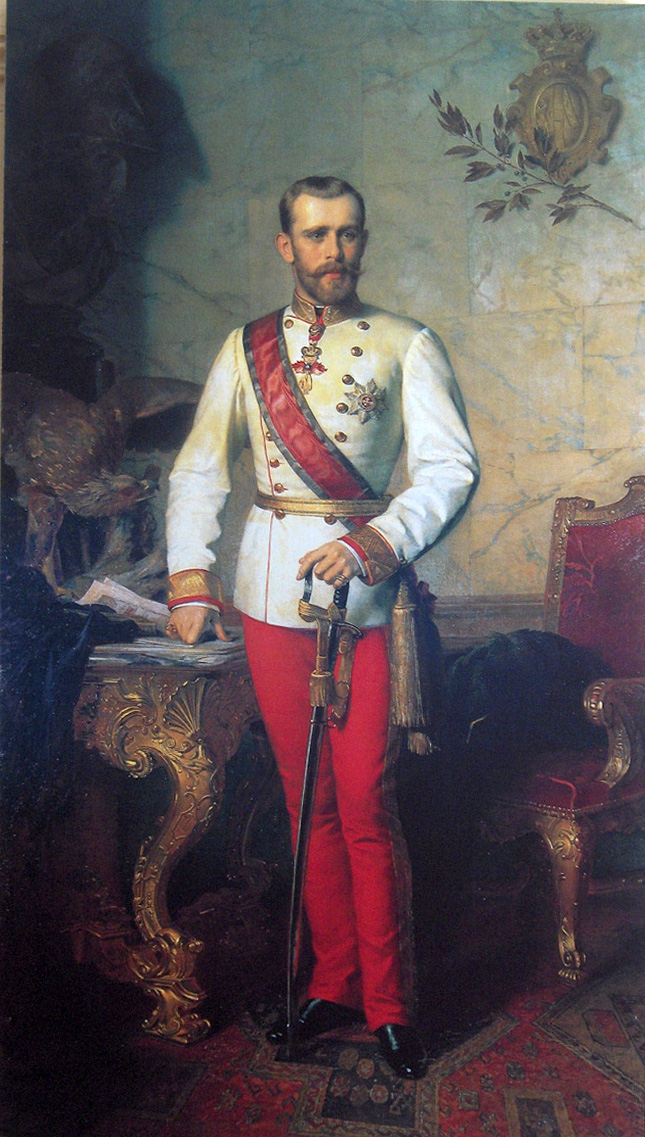
ولي العهد رودولف ، مرتدياً وشاح الصليب الكبير والنجمة على زي الضابط النمساوي العام

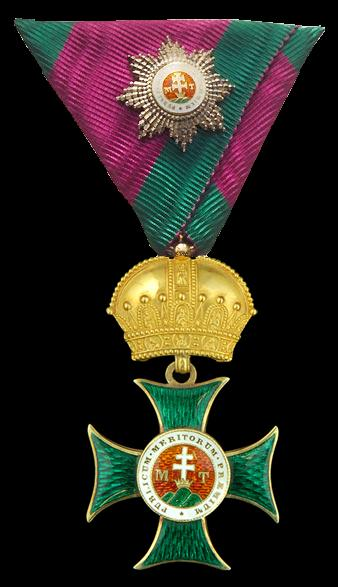
غراند كروس "زخرفة كلاين" كما تلبس على ميدالية الفرسان. كان مسموحًا بارتداء هذا الزي الرسمي بدلاً من الوشاح أو نجمة الصدر

- الأرشيدوق رودولف (21 أغسطس 1858 - 30 يناير 1889)، أرشيدوق النمسا وولي عهد المجر.
- الأرشيدوق يوجين (21 مايو 1863-30 ديسمبر 1954)، ثالث وأصغر أبناء الأرشيدوق كارل فرديناند؛ المشير النمسا-المجر؛ استثمرت مع الصليب الأكبر من وسام سانت ستيفن الملكي المجري، 30 مارس 1911 ؛ آخر سيد هابسبورغ الكبير في الفروسية التوتونية ، 1894 - 1923
- الأرشيدوق ليوبولد سالفاتور من النمسا (15 أكتوبر 1863 - 4 سبتمبر 1931)، ابن شقيق فرديناند الرابع دوق توسكانا الأكبر ؛ العقيد والمفتش العام للمدفعية النمساوية المجرية.
- الأرشيدوق فرانتس فرديناند من النمسا-إستي (18 ديسمبر 1863-28 يونيو 1914)، الابن الأكبر لأرشيدوق كارل لودفيغ ؛ خليفة فرانشيسكو الخامس دوق مودينا ؛ الوريث الظاهر للإمبراطور فرانتس يوزف من النمسا-المجر ؛ عم الإمبراطور كارل الأول من النمسا-المجر
- الأرشيدوق أوتو فرانتس (21 أبريل 1865-1 نوفمبر 1906)، الابن الثاني لأرشيدوق كارل لودفيغ؛ شقيق الأرشيدوق فرانتس فرديناند ؛ والد الإمبراطور كارل الأول إمبراطور النمسا والمجر
- الكونت إستفان تيسا دي بوروسجينو وزيجيد (22 أبريل 1861 - 31 أكتوبر 1918)، رئيس وزراء المجر ، 1903 - 1905، و1913 - 1917
- الجنرال أوبيرست فريدريش جراف فون بيك رزيكوفسكي (21 مارس 1830-9 فبراير 1920)، رئيس المستشارية العسكرية، القائد العام للإمبراطور ، ورئيس الأركان العامة
- الجنرال دير كافالري ألكسندر جراف فون (2 أكتوبر 1836-13 يوليو 1915)، مستشار الملكة وعضو مدى الحياة في مجلس اللوردات ؛ استثمرت مع الصليب الكبير من وسام سانت ستيفن الملكي المجري ، 12 أغسطس 1907
- الأمير لازلو باتثياني-ستراتمان (28 أكتوبر 1870-22 يناير 1931)، نبيل بالولادة ، طبيب بالتعليم ؛ مكرس لتوفير الأدوية لطبقة الفلاحين ، ويذكر بأنه «دكتور الفقراء»، عضو مجلس الشيوخ منذ عام 1915 ؛ مستثمر مع وسام الصوف الذهبي ، وسام القديس ستيفن الملكي المجري ، والوسام البابوي للسبير الذهبي ، 1915 ؛ طوباوية («المطوب لازلو») من قبل البابا يوحنا بولس الثاني ، 2003
- الجنرال أوبيرست كارل فرايهر فون فلانزر بالتين (1855-1925)، قائد الجيش السابع ، رئيس أركان الفيلق الحادي عشر ، والمفتش العام لسلاح الفرسان ولاحقًا في سلاح المشاة ؛ استثمرت مع الصليب الكبير من وسام سانت ستيفن الملكي المجري ، 25 أغسطس ، 1918
- Generaloberst Eduard Graf von Paar (12 مايو 1837-1 فبراير 1919)، الجنرال المساعد للإمبراطور
- Generaloberst Arthur frhr von Bolfas (16 أبريل 1838-9 ديسمبر 1922)، رئيس أركان الفيلق الرابع عشر ، ورئيس المستشار العسكري ، والجنرال مساعد الإمبراطور
- الأرشيدوق يوزف أوغست من النمسا (9 أغسطس 1872 - 6 يوليو 1962)، ابن الأرشيدوق يوزف كارل ؛ المشير النمسا-المجر؛ ادعى أنه مُنح (من قبل الإمبراطور كارل الأول) وسام حرب لصليبه الكبير ، أكتوبر 1918، على الرغم من حقيقة أن الوسام كان مدنيًا بشكل حصري
- غيزا بارون فيجيرفاري دي كوملوس كروس (1833–1914)، ضابط عام مجري ورئيس وزراء المجر ، 1903 - 1907 ؛ استثمر باسم Knight ، 1875، Knight Commander ، 1882، و الصليب الأكبر ، 1901.
- نائب الأدميرال ميكلوس هورثي فون ناجيبانيا (18 يونيو 1868 - 9 فبراير 1957)، نائب الأميرال النمساوي المجري (كو ك) البحرية ، القائد العام للأسطول الإمبراطوري ، ووصي المجر.

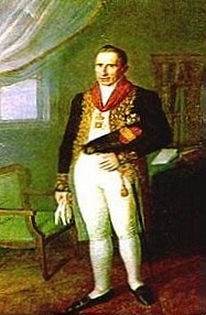
جيوستينو فورتوناتو ، رئيس وزراء مملكة الصقليتين

- إرنست أغسطس ملك هانوفر (5 يونيو 1771 - 18 نوفمبر 1851)، ملك هانوفر ودوق كمبرلاند ، الابن الخامس جورج الثالث ملك بريطانيا العظمى ، استثمر خلال زيارة دبلوماسية للأمير مترنيخ
- جيوستينو فورتوناتو (20 أغسطس 1777 - 22 أغسطس 1862)، رئيس وزراء مملكة الصقليتين، 1849-1852، استثمر في عام 1850
- غيورغ الخامس ملك هانوفر (27 مايو 1819 - 12 يونيو 1878)، استثمر عندما كان وليًا للعهد، خلال زيارة دبلوماسية من الأمير مترنيخ
- السير جورج هاميلتون جوردون إيرل أبردين الرابع (28 يناير 1784 - 14 ديسمبر 1860)، رئيس وزراء المملكة المتحدة ، 1852 - 1855
- فيلهلم الأول إمبراطور ألمانيا (22 مارس 1797-9 مارس 1888)، ملك بروسيا والإمبراطور الألماني
- فريدرش الثالث إمبراطور ألمانيا (18 أكتوبر 1831-15 يونيو 1888)، ملك بروسيا والإمبراطور الألماني، استثمر أثناء ولي العهد
- إدوارد السابع ملك المملكة المتحدة (9 نوفمبر 1841 - 6 مايو 1910)، ملك المملكة المتحدة، 1901-1910 ؛ استثمرت مع الصليب الأكبر من وسام القديس ستيفن الملكي المجري في ١٣ يونيو ١٨٦٧
- شولالونغكورن، ملك سيام (1868–1910)، استثمر مع الصليب الأكبر من وسام القديس ستيفن الملكي المجري ، 1869
- فيلهلم الثاني إمبراطور ألمانيا (27 يناير 1859-5 يونيو 1941)، ملك بروسيا والإمبراطور الألماني ، 1888 - 1918 ؛ استثمرت مع الصليب الأكبر من وسام سانت ستيفن الملكي المجري ، 1872
- ألفريد دوق ساكس كوبرغ وغوتا (1844-1900)، دوق إدنبرة وساكس كوبرغ وغوتا ؛ أميرال أسطول البحرية الملكية البريطانية ؛ استثمرت مع الصليب الأكبر من وسام سانت ستيفن الملكي المجري ، 1873
- الأمير آرثر دوق كونوت وستراذرن (1850-1942)، دوق كونوت وستراذرن ؛ المشير الميداني للجيش البريطاني ؛ استثمرت مع الصليب الأكبر من وسام سانت ستيفن الملكي المجري ، 1873
- نيكولاس الثاني إمبراطور روسيا (1868–1918)، إمبراطور روسيا ، 1 نوفمبر 1894-15 مارس 1917 ؛ استثمرت مع الصليب الكبير من وسام سانت ستيفن الملكي المجري ، 6 مايو ، 1884

الإمبراطور الألماني فيلهلم الثاني ، مرتديًا وشاح الصليب الكبير ونجمة الأمر ، والزي المجري (الفخري) المشير النمساوي المجري. 1902

- دوق فيلهلم من فورتمبيرغ (20 يوليو 1828-6 نوفمبر 1896)، استثمر في 18 أكتوبر 1891. حاكم البوسنة والهرسك
- ليوبولد أمير بافاريا (9 فبراير 1846-28 سبتمبر 1930)، ابن الأمير ريجنت لويتبولد من بافاريا (1821-1912) وأرشيدوقة أوغوستا (1825-1864)، وزوج الأرشيدوقة جيزيلا ابنة الإمبراطور فرانتس يوزف؛ المشير الميداني (Generalfeldmarschall) من بافاريا ؛ قائد القوات الألمانية والنمساوية المجرية على الجبهة الشرقية خلال الحرب العالمية الأولى.
- بورفيريو دياز (15 سبتمبر 1830 - 2 يوليو 1915)، رئيس المكسيك سبع مرات ، استثمر مع الصليب الأكبر من وسام سانت ستيفن الملكي المجري ، 30 سبتمبر 1901
- فرديناند الأول ملك بلغاريا (26 فبراير 1861-10 سبتمبر 1948)، قيصر بلغاريا ، 7 يوليو 1887 - 3 أكتوبر 1918
- ألفونسو الثالث عشر ملك إسبانيا (17 مايو 1886-28 فبراير 1941)، ملك إسبانيا، وابن الأرشيدوقة ماريا كريستينا، 17 مايو 1886-14 أبريل 1931
- جورج الخامس ملك المملكة المتحدة (3 يونيو 1865-20 يناير 1936)، ملك المملكة المتحدة ، 6 مايو 1910 - 20 يناير 1936 ؛ استثمرت مع الصليب الكبير من وسام سانت ستيفن الملكي المجري ، 1902
- ألفريد فون تيربيتز (19 مارس 1849-6 مارس 1930)، أميرال كبير ووزير الدولة للمكتب البحري الإمبراطوري ، البحرية الإمبراطورية الألمانية ، خلال الحرب العالمية الأولى ؛ استثمرت مع الصليب الكبير من وسام سانت ستيفن الملكي المجري ، 30 أغسطس ، 1911
- جينارو جرانيتو بيناتيلي دي بيلمونتي (10 أبريل 1851-16 فبراير 1948)، الكاردينال الإيطالي للكنيسة الرومانية المقدسة ، القاصد البابوي في النمسا-المجر (1904-1911)، عميد الكلية المقدسة للكاردينالات ، فيما بعد غراند بريور روما من منظمة فرسان مالطة العسكرية المستقلة ؛ استثمرت مع الصليب الكبير من وسام سانت ستيفن الملكي المجري ، 30 أغسطس ، 1911
- ويليام جون آرثر تشارلز جيمس كافنديش بينتينك ، دوق بورتلاند السادس (28 ديسمبر 1857 - 26 أبريل 1943) [7]
- أغسطس فون ماكينسن (6 ديسمبر 1849-8 نوفمبر 1945)، المشير الميداني البروسي
- ميندوغاس الثاني ملك ليتوانيا (فيلهلم كارل فلورستان غيرو كريسنتيوس فون فورتمبيرغ، أمير أوراخ ، كونت فورتمبيرغ ؛ 30 مايو 1864-24 مارس 1928)، دوق أوراخ الثالث ؛ ملك ليتوانيا المنتخب ولكن غير المتوج ، 11 يوليو - 2 نوفمبر ، 1918 ؛ استثمر عام 1917
- أحمد زوغو (8 أكتوبر 1895 - 9 أبريل 1961)، رئيس الوزراء 1922-24، رئيس ألبانيا ، 21 يناير 1926 - 1 سبتمبر 1928، ملك الألبان ، 9 سبتمبر 1928 - 7 أبريل 1939
- بيدرو الثاني إمبراطور البرازيل (2 ديسمبر 1825 - 5 ديسمبر 1891)، إمبراطور إمبراطورية البرازيل (7 أبريل 1831 - 15 نوفمبر 1889) [8]

### قائد الفرسان

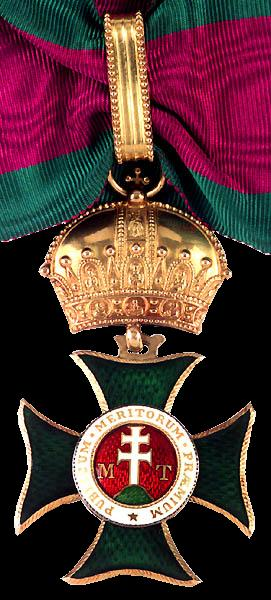
صليب القائد ، وسام القديس ستيفن الملكي المجري

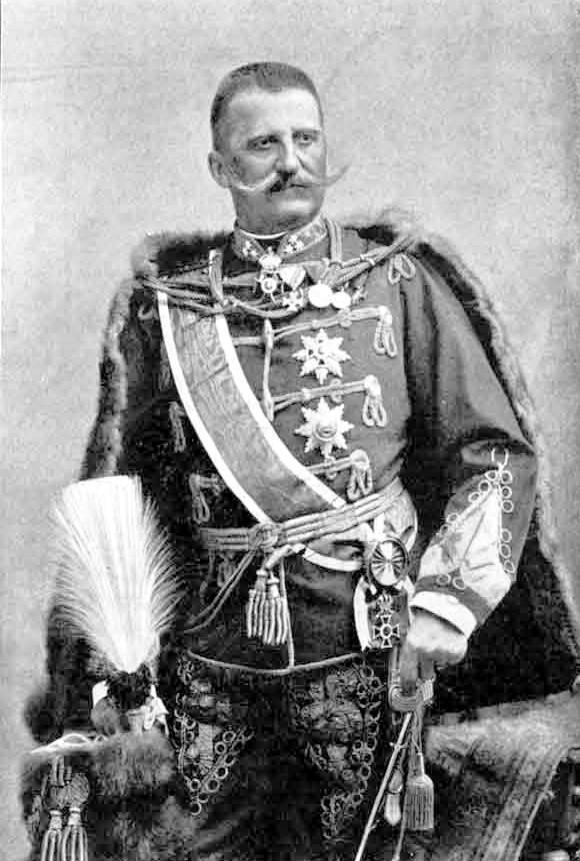
الجنرال. جيزا فيجيرفاري ، رئيس وزراء المجر في نهاية المطاف (وفارس جراند كروس) ، يرتدي صليب قائد الفارس حول رقبته ، حوالي عام 1894

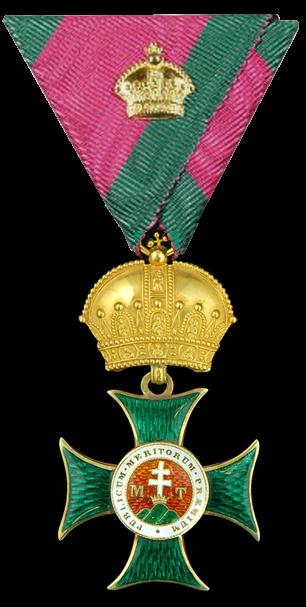
قائد فارس من وسام سانت ستيفن الملكي المجري. تم ترخيص الزخرفة الأقل ارتداؤها على صليب الفارس أثناء الحرب العظمى لأولئك الذين فضلوا ارتداءها المعلقة عند الرقبة.

- يوهان كارل تشوتيك ، كونت تشوتكوف ووغنين (1704-1787)، رجل دولة ومستشار في بوهيميا ؛ فيلدزيوغمايستر. استثمر كقائد فارس عند تأسيس الفروسية ، 1764 ؛ استثمر لاحقًا مع الصليب الأكبر (1765)؛ هو جد الثالث لأميرة صوفي دوقة هوهنبيرغ زوجة الأرشيدوق فرانتس فرديناند.
- ليوبولد ستيفن جراف بالفي (مواليد 1716)، استثمر كقائد فارس عند تأسيس الأمر ، 1764 ؛ استثمر لاحقًا مع الصليب الأكبر (1765)
- بوهيميا (1715-1788)، بوهيميا ؛ استثمر كقائد فارس عند تأسيس الأمر ، 1764 ؛ استثمر لاحقًا مع الصليب الأكبر (1765)
- يوهان فينسيل غراف بار ، تولى منصب قائد الفرسان عند تأسيس الأمر ، 1764 ؛ استثمر لاحقًا مع الصليب الأكبر (1765)
- فيتي جورجي جراف جالانتاي (1741-1803)، تم استثماره كقائد فارس عند تأسيس الأمر ، 1764
- لودفيج فريدريش ريتشسجراف فون زيندورف وبوتيندورف (1721-1780) ، تم استثماره كقائد فارس عند تأسيس الأمر ، 1764
- يوهان أماديوس فرانتسدي باولا بارون فون ثوغوت (24 مايو 1733-28 مايو 1818) ، دبلوماسي نمساوي ، 1769 - 1793 ؛ وزير خارجية النمسا ، 1793 - 1800
- الكونت تشارلز إميريك ألكساندر فون رويشني (رويتزكي) (1737-1793) ، دبلوماسي مجري ،
- ميكلوس (نيكولاس) جروف فاي (1802–1894) ، عضو مجلس الملكة الخاص المجري والبرلمان المجري ؛ استثمر كقائد فارس ، 1846.
- فيرينك (فرانسيس) جروف هالر ، بان كرواتيا ، استثمر كقائد فارس ، 1847
- الكاردينال يانوس شيتوفسكي (1785-1866) ، أسقف روزنيو وبيكس ؛ الكاردينال 1853 ؛ استثمر كقائد فارس ، 1849.
- الكاردينال جيورجي هوليك (1788-1869) ، رئيس أساقفة زغرب وبان كرواتيا ؛ استثمر كقائد فارس ، 1849
- فيرينك (فرانسيس) غروف زيشي (1811-1900) ، وزير الدولة للتجارة ، وزارة Széchenyi عام 1848، ولاحقًا سفير النمسا-المجر في القسطنطينية ؛ استثمر كقائد فارس ، 1849.
- باتياني إمري (1781-1874) ، فقيه ولورد ملازم لاتفيا ؛ استثمر كقائد فارس ، 1861.
- ستيفن ملكتسر (1810-1896) ، عضو مجلس الملكة المجري وبيت اللوردات ؛ استثمر كقائد فارس ، 1867.
- البارون ليفين راوخ دي نيك (1819-1890) ، نائب ملك كرواتيا-سلافونيا ، ومملكة كرواتيا-سلافونيا لمدة أربع سنوات (1867-1871) ؛ استثمر كقائد فارس ، 1869.
- جوزيف سلافي (1818-1900) ، رئيس الوزراء المجري ثم رئيس مجلس اللوردات المجريين لاحقًا ؛ استثمر كقائد فارس ، 1869.
- البارون بيلا أوركي وزير الدفاع ووزير الداخلية. استثمر كقائد فارس ، 1873.
- فرانتسفون أوشاتيوس (1811-1881) ، خبير الذخائر والمدفعي الرئيسي ، وعضو أكاديمية فيينا للعلوم ؛ استثمر كقائد فارس ، 1875.
- كارولي شيميجي (1826-1899) ، قاضٍ وفقيه مجري ؛ كان لها دور فعال في إنشاء أول قانون جنائي في المجر (1878) ؛ رئيس أول قاضي في المحكمة العليا المجرية ؛ استثمر كقائد فارس ، 1878.
- ساندور ماتليكوفيتس (1842–1925) ، اقتصادي مجري ومؤلف العديد من الأطروحات حول السياسة التجارية داخل الإمبراطورية النمساوية المجرية. استثمر كقائد فارس ، 1885.
- بينيتشكي فيرينك ، الأرستقراطي المجري ومراقب أكاديمية بودابست للموسيقى وأوبرا بودابست ، من عام 1888 ؛ استثمر كقائد فارس ، 1890.
- داروفاري ألاخوس (1826-1912) ، سياسي ، عضو في مجلسي البرلمان المجري ، نائب الرئيس 1898-1900 ؛ استثمر كقائد فارس ، 1892.
- الجنرال أوبيرست أرتور فرر فون بولفراس (1838-1922) ، رئيس المكتب العسكري والمساعد العام لفرانتسجوزيف الأول ، 1889 - 1917 ؛ استثمر كقائد فارس ، 1892.
- هاينريش ويتيك (1844-1930) ، سياسي نمساوي: مدير عام وزارة التجارة ، 1886 - 1897، وزير السكك الحديدية ، 1897 - 1905 ؛ استثمر كقائد فارس ، 1893.
- سيمسي أندور (1833-1923) ، عالم طبيعة وجيولوجي مجري ؛ عضو نهائي في البرلمان المجري ؛ استثمر كقائد فارس ، 1896.
- ميكسا فالك، درس الإمبراطور فرانتسجوزيف الأول باللغة الهنغارية ؛ استثمر كقائد فارس ، 1898.
- فيلدزيوغمايستر أوسكار بوتيوريك (1853-1931) ، قائد الفيلق الثالث ، 1897 ؛ IG في نهاية المطاف من Ku (1911-1913) ، الحاكم العسكري للبوسنة والهرسك (1912-1914) ، وقائد الجيش السادس (1914) ؛ استثمر كقائد فارس ، 1906.
- البارون جوينتر هاينريش فون بيرج (1765-1843) رجل دولة ألماني ، مُنح في 9 يونيو 1820.

### فرسان

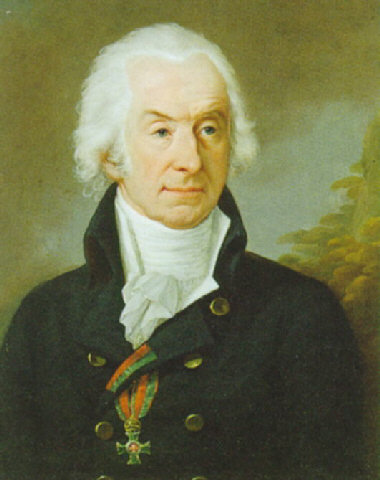
فرانتس، البارون فون زيلر ، مرتديًا صليب فارس من وسام سانت ستيفن الملكي المجري. بورتريه أنتون سيجل

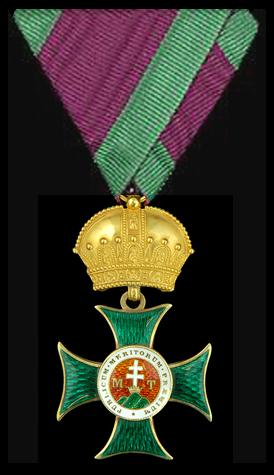
صليب الفارس التابع للنظام الملكي الهنغاري للقديس ستيفن

- يوهان كريستوف فرر فون بارتنشتاين (1689-1767) ، رجل دولة وعضو مجلس الملكة الخاص لكارل السادس، مسؤول عن تسلم ماريا تيريزا للعرش ، والمعلم / المربي الشخصي لجوزيف الثاني ؛ مدير دار المحفوظات؛ استثمر بصفته فارسًا للنظام عند تأسيسه عام 1764
- يوهان أنطون جراف بيرجن (1725–1814) ، استثمر بصفته فارسًا للنظام عند تأسيسه ، 1764
- فريدريش فرر فون بيندر ، استثمر بصفته فارسًا للنظام عند تأسيسه ، 1764 ؛ استثمر فيما بعد كقائد فارس (1765)
- من فيرينك كولر ، استثمر بصفته فارسًا للنظام عند تأسيسه ، 1764 ؛ استثمر فيما بعد كقائد فارس (1765)
- فرانتسأنطون فيليكس إيدلر فون زيلر (14 يناير 1751-23 أغسطس 1828) ، البلاط الإمبراطوري والملكي ؛ فقيه وعالم قانوني ومنظر وفيلسوف ؛ عضو الأكاديمية. استثمر بصفته فارسًا من رتبة فارس 1810
- فيليبوفيتش فون فيليبسبرج (30 أبريل 1818-6 أغسطس 1889) ، قائد 2nd (Ku ك) الجيش ومحارب قديم في حملات في كرواتيا وبروسيا والبوسنة والهرسك ؛ استثمر بصفته فارسًا من رتبة فارس («كلينكروز») ، ٢٤ نوفمبر ١٨٦٤
- الجنرال دير كافاليري آرثر فرر فون جيسلينجن (19 يونيو 1857-3 ديسمبر 1935) ، عضو هيئة الأركان العامة وقائد الأكاديمية العسكرية التريزيان وقائد فرقة في الحرب العالمية الأولى وعضو مجلس الملكة الخاص ؛ استثمر بصفته فارسًا من رتبة فارس 12 مارس 1909
- رودولف ، عضو هيئة الأركان العامة، رئيس مكتب تلغراف، وقائد في نهاية المطاف من 52 فرقة المشاة أثناء الحرب العظمى. استثمر عام 1918
- أوبرست لودفيغ فون ، رئيس الأركان، VIII. الفيلق أثناء الحرب العظمى ؛ استثمر عام 1918
- جنرال مايجور يوهان فون ستروب (14 نوفمبر 1866 - 18 أكتوبر 1929)، عضو في هيئة الأركان العامة. قائد وقائد السكة الحديد العسكرية. استثمر عام 1918
- اللواء جوزيف ريتر فون باييتش (26 سبتمبر 1867-21 أبريل 1933) ، استثمر عام 1918
- توروك فون (16 أكتوبر 1858 - 3 يونيو 1926)، واستثمرت 1918
- اللواء هاينريش جراف فون هويوس (4 يونيو 1865-28 أبريل 1955) ، استثمر عام 1918
- كارل أندرياس ألويس فون (20 أبريل 1825 - 5 مارس 1882)، واستثمرت 1918
- أوبيرست ثيودور زينيك (1873-1948) ، عضو هيئة الأركان العامة ؛ استثمر عام 1918
- الرائد رودولف كوندمان ، عضو هيئة الأركان العامة ؛ مساعد لرئيس الأركان ؛ احتفظ بمذكرات الحياة داخل هيئة الأركان العامة ؛ استثمر عام 1918
- اللواء أنطون هيلبرونث فون تيسابو (ب. 20 ديسمبر 1858) ، استثمرت عام 1918

## وسام القديس ستيفن الملكي المجري - مملكة المجر (1920-1946)
بعد حل النمسا-المجر، لم تستطع المجر والنمسا إبرام اتفاق قانوني بشأن حقوق الوسام. كان أساس الجدل هو ما إذا كانت ماريا تيريزا قد أسست النظام القانوني بصفته صاحب السيادة على المجر ، أو ملك النمسا ، أو الإمبراطورة الرومانية المقدسة. في عام 1938، عندما لم تعد النمسا كدولة وريثة شرعية للنمسا-المجر موجودة عن طريق أن تصبح جزءًا من ألمانيا، أصدر هورثي ملحقًا ليتم إرفاقه في 4 نوفمبر 1938 بالنظام الأساسي لوسام الذي أعلن أنه طالما كان الوصي على العرش رئيس مملكة المجر ، كما شغل سلطات وواجبات السيد الأكبر.

### الفرسان ، جراند كروس
- بال كونت تيليكي دي سيك (1879-1941) ، رئيس وزراء المجر ورئيس الكشافة في جمعية الكشافة المجرية، استثمر عام 1940
- هيرمان جورينج، من ألمانيا
- يواكيم فون ريبنتروب، وزير خارجية الرايخ ، ألمانيا
- جالياتسو سيانو، وزير الخارجية ، إيطاليا
- (1884–1945) ، كاردينال المجر ، استثمر عام 1944

### قائد الفرسان
- إستفان أوراي ، رئيس ديوان ريجنت ، استثمر عام 1943

## وسام القديس ستيفن المجري - المجر (منذ 2011)
منذ إعادة إنشاء الأمر في عام 2011، الأشخاص المستثمرون هم:

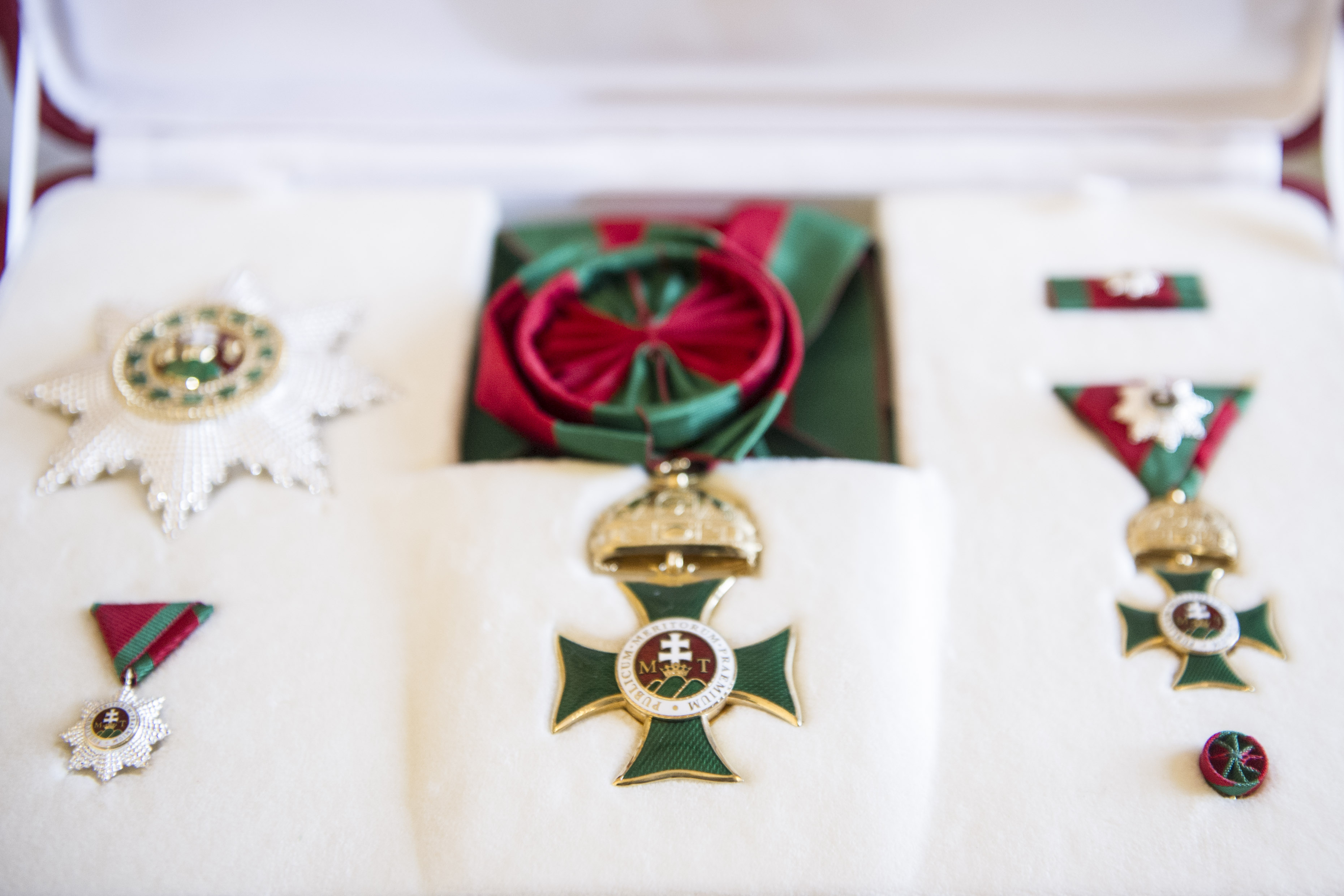
وسام القديس ستيفن من وسام المجر من الذكور

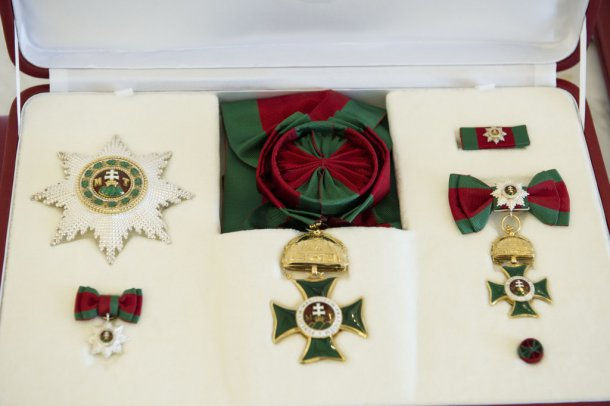
وسام القديس ستيفن من الزخرفة الهنغارية الأنثوية

- يانوس آدر (مواليد 9 مايو 1959) ، رئيس المجر . وفقًا لدستور قانون CCII / 2011 المجري ، يتلقى رئيس المجر تلقائيًا وسام الصليب الأكبر من وسام القديس ستيفن.[9]
- كريستينا إيغرسيغي (من مواليد 16 أغسطس 1974) هي سباحة مجرية سابق يحمل الرقم القياسي العالمي وأحد أعظم أبطال الألعاب الأولمبية المجرية في العصر الحديث. هي بطلة أولمبية ثلاث مرات (1988، 1992 و 1996) وخمس مرات بطلة أولمبية. استثمرت في عام 2013.[3]
- الكسندر لامفالوسي (26 أبريل 1929-9 مايو 2015) كان اقتصاديًا بلجيكيًا المولد ومصرفيًا مركزيًا. استثمر في عام 2013.
- إيمري كيرتيس (9 نوفمبر 1929 - 31 مارس 2016) هو كاتب مجري ، أحد الناجين من معسكر اعتقال الهولوكوست ، وحاصل على جائزة نوبل في الأدب لعام 2002. استثمرت في عام 2014.[10]
- إرني روبيك (من مواليد 13 يوليو 1944) هو مخترع ومهندس معماري وأستاذ هندسة معمارية مجري. اشتهر باختراع الألغاز الميكانيكية بما في ذلك R . استثمرت في عام 2014.[11]
- جوديت بولغار (ولدت في 23 يوليو 1976) هي خبيرة شطرنج مجرية. تعتبر بشكل عام أقوى لاعبة شطرنج في التاريخ. استثمر في عام 2015.
- بيتر إيتفوس (من مواليد 2 يناير 1944) هو ملحن وقائد موسيقى مجري. استثمرت في عام 2015.[12]
- إيفا مارتون (من مواليد 18 يونيو 1943) هي مغنية السوبرانو الدرامي المجري، والمعروفة ولا سيما بالنسبة لها تصوير بالأوبرا ل بوتشيني توراندوت وتوسكا، واجنر الأدوار. استثمرت في عام 2016.[13]
- آدم مكاي (من مواليد 16 ديسمبر 1935) حائز مرتين على جائزة Kossuth ، شاعر مجري ولغوي ومترجم وأستاذ متقاعد فخري بجامعة إلينوي. استثمرت في عام 2016.[13]
- الرئيسى بيتر إرديو (من مواليد 25 يونيو 1952) الكاردينال المجري وأبرشية الروم الكاثوليك في إسترغوم بودابست ورئيس الجامعة السابق لجامعة بازماني بيتر الكاثوليكية . استثمرت في 2017 [14]
- تاماس فاساري (من مواليد 11 أغسطس 1933) عازف البيانو والقائد الهنغاري. شغل منصب المدير الفني لـ Royal Northern Sinfonia من 1979 إلى 1982، وتقاسم المنصب مع إيفان فيشر. وكان فيما بعد القائد الرئيسي لسفينة بورنماوث سينفونيتا من 1989-1997. بين عامي 1993 و 2004 كان القائد الرئيسي لأوركسترا الراديو السيمفوني الهنغاري . استثمرت في 2017 [14]
- بول ديميني (مواليد 24 ديسمبر 1932) ديموغرافي مجري. اخترع مفهوم نظام التصويت Demeny. استثمرت في 2018.[15]
- بوتوند روسكا (من مواليد 17 ديسمبر 1969) عالم الأعصاب المجري. اكتشف هو وفريقه المبادئ الأساسية لمعالجة المعلومات المرئية وتطوير الاستراتيجيات العلاجية ، مثل العلاج الجيني ، لاستعادة الرؤية في اضطرابات الشبكية. استثمر في عام 2019.[16][17][18]
- Endre Szemerédi (من مواليد 21 أغسطس 1940) عالم رياضيات وعالم كمبيوتر مجري أمريكي ، يعمل في مجال التوليفات وعلوم الكمبيوتر النظرية. استثمرت في عام 2020.[19]

## روابط خارجية
- 2011 قانون CCII من njt.hu

قالب:Orders of Italian States before unification